# Loretokapelle (Freiburg i. Üe.)

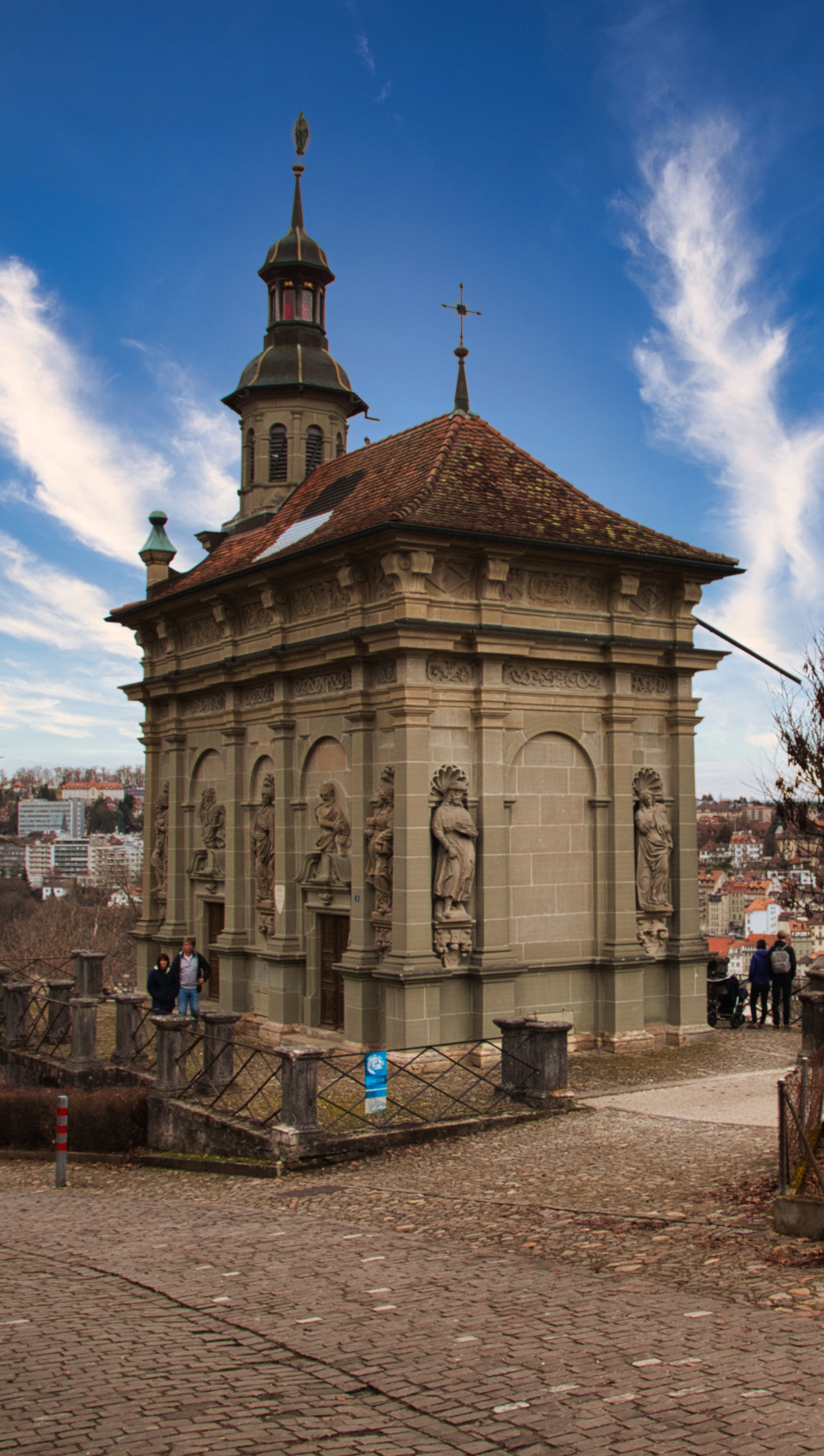
Blick aus südöstlicher Richtung auf die Loretokapelle in Freiburg

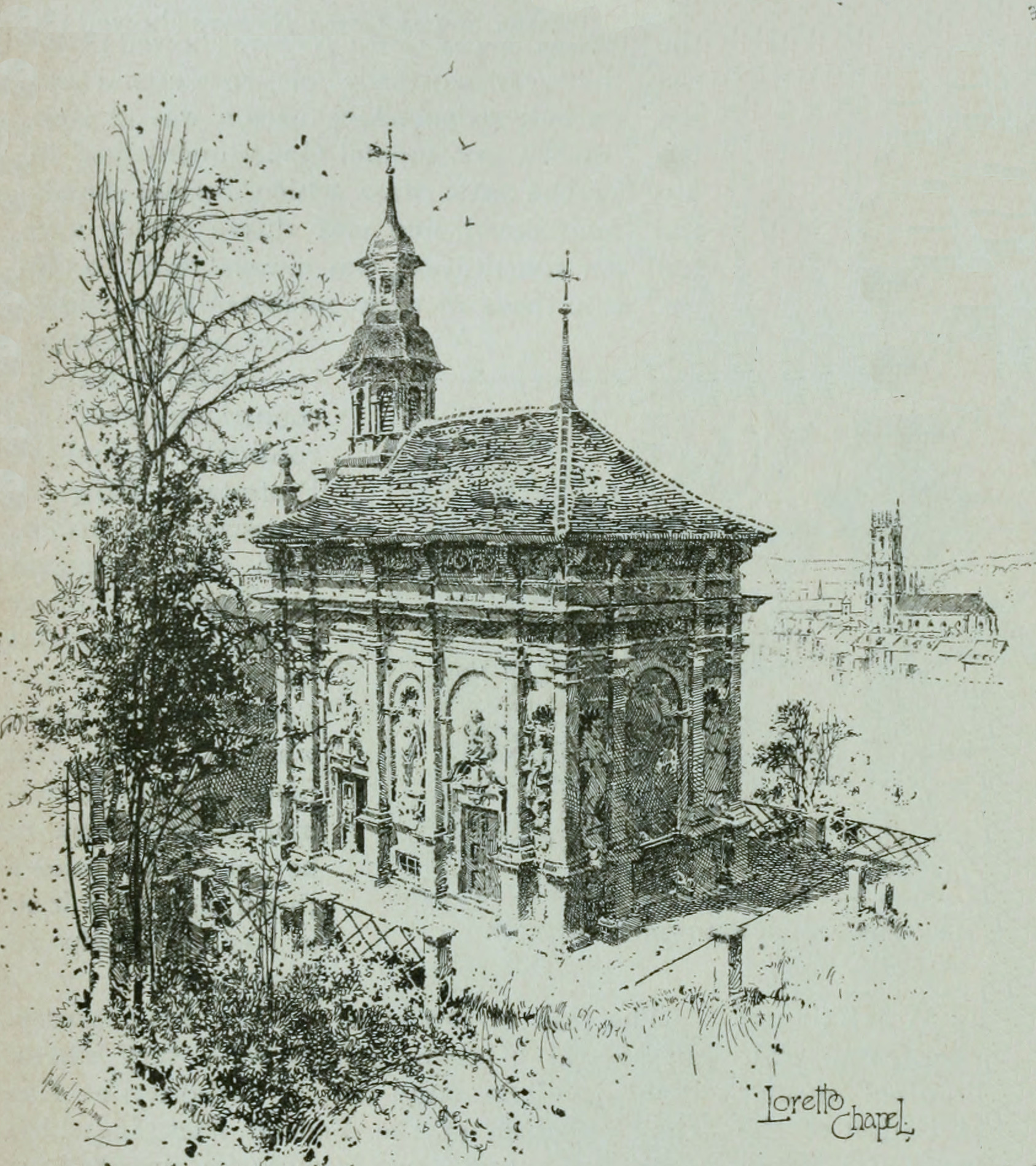
Zeichnung der Kapelle von Holland Tringham (1861-1908), im Hintergrund die Kathedrale St. Nikolaus (vor 1901)

Die Loretokapelle, eigentlich Kapelle Unserer Lieben Frau von Loreto (französisch chapelle de Lorette, chapelle Notre-Dame-de-Lorette), ist in ihrer äusseren Erscheinung eine Nachbildung der Santa Casa di Loreto in der Basilika vom Heiligen Haus in Loreto. Das Gebäude ist ein Marienheiligtum in exponierter Lage auf einem Felssporn über der Altstadt in Freiburg im Üechtland, Schweiz. Erbaut wurde die Kapelle 1647/1648 vom Architekten Hans-Franz Reyff, der erst seit Kurzem das Amt des Stadtbaumeisters übernommen hatte. Die Loretokapelle war sein erster Sakralbau. Mit diesem Marienheiligtum dankten die Freiburger Unserer Lieben Frau von Loreto kurz vor dem Ende des Dreissigjährigen Krieges dafür, von den Verwüstungen des Krieges und seiner Folgen verschont worden zu sein. Gleichzeitig positionierte sich die Stadt nach der Erneuerung der öffentlichen Brunnen im 16. Jahrhundert nun im Schwange der Gegenreformation einmal mehr als katholische Stadt.
Dank ihrer ausgewogenen Proportionen, der Lage und des geglückten Dekors wirkt die Loretokapelle leicht und elegant.

## Lage
Das Gebäude steht in der Nähe des Bürglentors (porte de Bourguillon), auf dem Rücken des Bisemhügels (Montorge) auf der Stadtseite. Eine künstliche Terrasse gleicht das von Osten nach Westen verlaufende Gefälle des Bodens aus. Die Terrasse ist von einer Balustrade aus viereckigen Steinquadern umgeben. Zwischen den Quadern bilden schmiedeeiserne Gitter mit schräg angeordnete Stäben eine Baldustrade mit grossen rautenförmigen Öffnungen. Von dieser Terrasse aus geniesst man einen weiten Rundblick über die Freiburger Altstadt und das Schönbergquartier.

## Kapelle
Das kleine Gebäude mit rechteckigem Grundriss vermittelt laut Marcel Strub den Eindruck von Leichtigkeit. Dieser Eindruck entsteht durch seine ausgewogenen Proportionen und seine vorzügliche, erhabene Lage, aber auch dank seines geglückten dekorativen Reichtums, der auf die durchdachte Anordnung der üppigen Verzierungen zurückzuführen ist. Das Werk wurde vollständig aus Molasse in einem ziemlich grossen und regelmässigen Quaderwerk errichtet, mit Ausnahme des dünnen Sockels, der aus Tuffstein besteht, und der drei Stufen aus Granit vor jeder Tür. Vom Altar führt eine Wendeltreppe in die schwer zugängliche Krypta.

### Aussenseite
Die vier Fassaden sind alle auf die gleiche Weise gestaltet und zeigen über einem hohen, von einem Band gekrönten Sockel eine toskanische Ordnung, deren Pilaster zwei übereinanderliegende Gebälke tragen. Diese sind in der Achse der Stützen unterbrochen: das eine Gebälk durch starke Absätze, das andere durch vorspringende Konsolen, die auf einem Würfel ruhen. Die Pilaster rahmen Muschelnischen und Rundbögen ein. In den Nischen befinden sich Statuen, Hochreliefs im oberen Teil der Bögen, während auf den beiden Friesen der Gebälke ein ornamentales Flachreliefdekor zu sehen ist. Die Gestaltung erweist sich überall als komplex und gleichzeitig im Stil des Louis XIII. akzentuiert. Die beiden Fassaden der nördlichen und südlichen Längsseite bestehen aus jeweils sechs Pilastern, die nach dem Prinzip des rhythmischen Feldes abwechselnd breitere und schmalere Räume bilden: an den Enden zwei schmale Mauerabschnitte mit Nische, in der Mitte ein breiterer Abschnitt mit Arkade und Nische, dazwischen die beiden grösseren Abschnitte, an deren unterem Teil der Arkaden sich eine rechteckige zweiflügelige Tür öffnet. Sie ist von einem Architrav und einem geschwungenen Giebel gekrönt. Arkaden und Nischen haben geformte Taillierungen, die auf derselben Ebene liegen und eine Art unterbrochenes Band bilden. Am unteren Ende des Hauptbogens beleuchtet ein Lichtschacht die Krypta. Die nordöstliche Tür ist nicht echt. Die Ost- und Westfassaden haben jeweils vier Pilaster, die an den Enden zwei schmale Seiten mit Nischen und in der Mitte eine breitere Seite mit Arkaden begrenzen, an deren unterem Ende sich ein identisches Oberlicht öffnet; man findet dort die Taillierungen und die hohlen Paneele der Seitenwände; während die östliche Arkade leer ist, enthält die westliche das einzige Fenster des Gebäudes, das vergittert ist und dessen Rahmen zu dem der Türen passt. Die formgleiche Westfassade hat einen länglichen Okulus in der Mitte des ersten Gebälks und endet mit einem Giebel mit konkaven Rampen, der an seinen Enden mit zwei Fialen versehen ist, die jeweils eine Kugel tragen. Das Dach hat drei gebrochene Seiten. Über der Westfassade erhebt sich ein achteckiges Glockentürmchen mit Laterne, das wie eine kleine klassische Kuppel gestaltet ist. Es ist aus Molasse gefertigt. Sein Dekor stimmt mit dem der Fassaden überein. Der Tambour hat acht bogenförmige Öffnungen mit geformten Taillierungen, die sich mit Pilastern abwechseln, die die Ecken des Achtecks begrenzen und ein starkes Gesims tragen, auf dem ein achtseitiges, mit Kupferschuppen bedecktes kleines Kuppeldach ruht; die Laterne ist ähnlich aufgebaut, wenn auch einfacher, da die Öffnungen rechteckig sind, die Holzstruktur mit Metall verkleidet ist und der Schaft eine aus einer Eisenplatte ausgeschnittene Madonna mit Kind trägt. Am östlichen Ende befindet sich eine zweite Stange, die ein ebenfalls eisernes Kreuz trägt.

### Innenraum

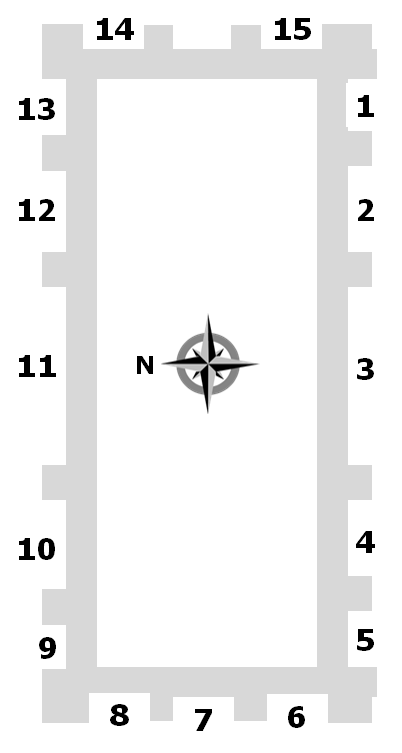
Lokalisierung: Nummerierte Position der Figuren

Wie bereits bei der Beschreibung des Gebäudes erwähnt, befindet sich im Untergeschoss eine tonnengewölbte Krypta, die über eine Wendeltreppe unter dem Altar schwer zu erreichen ist. Die eigentliche Kapelle besteht aus einem einzigen rechteckigen Raum von bescheidenen Ausmassen, der jedoch den Eindruck einer weiten Höhe erweckt. Ein Eisengitter mit dem Datum 1890 teilt den Raum in zwei gleiche Teile, die wie ein Kirchenschiff und ein Chor wirken.
Teile des Altars stammen aus der Bauzeit, die Gewandmadonna und zwei Engel sind Werke aus dem Atelier Reyff. Verschiedene Ex Votos bzw. Votivbilder, die im Innern aufgehängt waren, sind heute im Museum für Kunst und Geschichte Freiburg.

### Skulpturen und Reliefs
| Pos-Nr. | Verkörperung der Figur | Stifter                                                  |
| ------- | --- | -------------------------------------------------------- |
| 1       | Apostel Johannes | Hans-Heinrich Wild, Ritter, Ratsherr + Barbara Vogelin   |
| 2       | Evangelist Markus |                                                          |
| 3       | Jungfrau Maria (Mutter von Jesus) | Peter Techtermann, Ratsherr + Benedicta Python           |
| 4       | Evangelist Matthäus |                                                          |
| 5       | Johannes der Täufer | Peter Heinricher, Ratsherr, Seckelmeister                |
| 6       | Joachim (Vater der Jungfrau Maria und Grossvater von Jesus) | Wappen des Staates Freiburg                              |
| 7       | Engel Gabriel |                                                          |
| 8       | Anna (Mutter der Jungfrau Maria und Gattin von Joachim) | leeres Wappen                                            |
| 9       | Josef (Ziehvater von Jesus) | Tobie Gottrau + Catherine Tugener (beschädigt, unlesbar) |
| 10      | Evangelist Johannes |                                                          |
| 11      | Jakobus der Jüngere | Caspar Gadi + Magdalena von Ligerz                       |
| 12      | Evangelist Lukas |                                                          |
| 13      | Jakobus der Ältere | Hans-Franz Reyff + Anna Maria von Vevey                  |
| 14      | Elisabeth: Mutter des Apostels Johannes des Täufers und Gattin von Zacharias oder Maria-Salomé: Mutter der zwei Apostel Jakobus d. Ä. und Johannes und Gattin von Zebedäus | Franz-Peter de Granges + Maria-Catherine Werly           |
| 15      | Zacharias: Vater von Johannes dem Täufer und Gatte von Elisabeth oder Zebedäus: Vater der zwei Apostel Jakobus d. Ä. und Johannes und Gatte der Maria-Salomé               | Peter Glasson, erster Kaplan dieser Kapelle              |

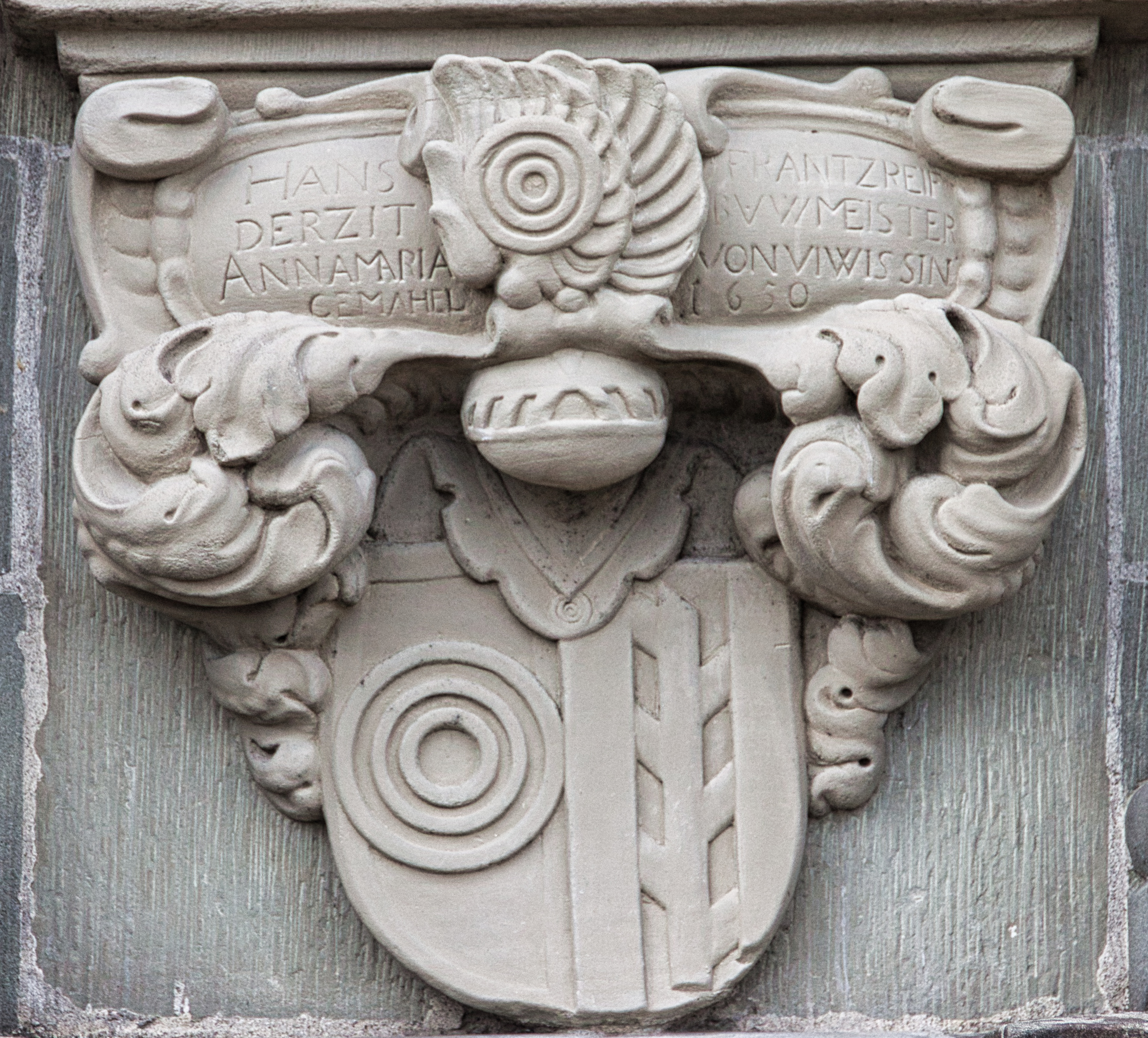
Konsole im Knorpelstil mit Wappen von Hans-Franz Reyff und seiner Frau

Aussen bilden die leicht überlebensgrossen Statuen in den Nischen, die Hochrelief- und Halbfiguren über dem Fenster und den Türen sowie die Flachreliefs auf den beiden Gebälken, die beide aus Molasse bestehen, zusammen mit den architektonischen Elementen die gesamte Dekoration. Unter jeder Nische sind zudem die Stifter mit ihren Wappen verewigt. Die Wappen sind jeweils von zwei grossen Akanthuszweigen eingerahmt und von einer Kartusche mit einer Inschrift in römischen Grossbuchstaben überragt. Nebst den Namen der Stifter mit ihren Wappen sind ihre Titel und jeweils das Datum der Ausführung (1650) angegeben. Diese Wappenkartuschen wurden zur gleichen Zeit wie die Statuen restauriert. Die Originale wurden im letzten Jahrhundert durch Kopien ersetzt; die originalen Statuen stehen heute im Museum für Kunst und Geschichte in Freiburg. Die Stuck-Hochreliefs wurden 1949 zerstört.

Rankenfriese im Gebälk der Südseite mit folgenden Motiven: unten gegen die Aussenkante: je eine Putte. Oben (von links nach rechts): Raute mit Mond, von zwei Löwen gehaltenes Freiburger Staatswappen, von zwei Engeln präsentiertes Jesuitenwappen, nicht identifiziertes Wappen (eventuell Zimmermann) und Raute mit der strahlenden Sonne.

An der Westfassade ist über dem Fenster der Erzengel Gabriel zu sehen; rechts der heilige Joachim. Er steht über einer Kartusche mit dem von zwei Löwen gehaltenen Wappen des Staates Freiburg. Auf der linken Seite steht die heilige Anna über einer Kartusche mit einem leeren Schild.
An der Südfassade steht in der Mitte die Jungfrau Maria. In der rechten Hand hält sie ein Banner mit der Inschrift «BEN:TV:IN:MV / BEN:FRV:VE» (Benedicta tu in mulieribus, benedictus fructus ventris, deutsch: Gesegnet bist du unter den Frauen und gesegnet ist die Frucht deines Leibes, nach Lk 1,42 ). Die Konsole zeigt die Wappen von Pierre Techtermann, Ratsherr, und seiner Frau Benoîte Python. Über der rechten Tür befindet sich der Evangelist Markus, rechts daneben der Apostel Johannes mit Schnauz und die Wappen von Jean-Henri Wild, Ritter, Ratsherr, und seiner Frau Barbe Fégely. Über der linken Tür steht der Evangelist Matthäus und links von ihm Johannes der Täufer mit dem Wappen von Peter Heinricher, Ratsherr, Schatzmeister des Staates.
An der Nordseite postiert in der Mitte Jakobus der Jüngere mit dem Wappen von Gaspard Gady, Ratsherr, und das seiner Frau Magdalena von Ligerz; rechts über der Tür der Evangelist Johannes; dann rechts aussen der heilige Josef mit dem Wappen von Tobie Gottrau, Ratsherr, Bürgermeister, und das Wappen seiner Frau Catherine Tugener. Über der linken Tür steht der Evangelist Lukas, und links aussen Jakobus der Ältere mit dem Wappen von Jean-François Reyff, Regierungsrat, Autor der Kapelle und ihrer Ausstattung, und dem Wappen seiner Frau Anne-Marie de Vevey.
An der Ostfassade, deren Mittelbogen leer ist, steht rechts eine heilige Frau mit einer Vase und links ein Mann. Die Identifizierung der beiden Figuren scheint nicht eindeutig zu sein. Strub schlägt für die Frau Elisabeth oder eher Maria Salome und für den Mann Zacharias oder Zebedäus vor. Die Konsole der Frau ist geschmückt mit den Wappen von François-Pierre des Granges und dem seiner Frau Marie-Catherine Werly und die Konsole unter der Männerfigur präsentiert das Wappen des ersten Kaplans, Pierre Glasson.
Über drei Seiten erstrecken sich zwei Rankenfriese. Das untere ist schmaler als das obere. Eingebettet darin sind noch zu sehen: im Süden zwei Putten, im Osten ein Kreuz zwischen zwei Palmen, im Norden das Trigramm der Jungfrau Maria, während sich im Westen ein kleines, längliches Fenster öffnet, dessen Enden eine krummlinige Aussparung bilden. Auf denselben drei Seiten des oberen Gebälks verläuft ein zweiter Rankenfries, der höher und mit mehr zusätzlichen Motiven verziert ist. Auf der Südseite befindet sich in der Mitte das Jesuitenwappen zwischen zwei Engeln, rechts das Wappen Zimmermann (?) und links das des Staates Freiburg; an den Enden zwei Rauten mit der Sonne und dem Mond. Auf der Nordseite strahlt in der Mitte ein Stern, rechts und links zwei Cherubime und an den Enden wieder zwei Rauten mit der Sonne und dem Mond. Auf der Ostseite prangt in der Mitte eine von zwei Löwen gehaltene Kartusche mit der Jahreszahl 1723, rechts davon ein kriechender Löwe (Wappen Odet?) und an den Enden eine Taube und links ein Falke (oder Taube), jeweils in einer Raute. Auf der Westseite sind in der Mitte zwei Löwen zu sehen, die jeweils einen leeren Schild halten (auf dem das Staatswappen abgebildet gewesen sein könnte), rechts zwei Greife, die zusammen einen dritten Schild mit verblasstem Wappen (Fégely?) halten, und links zwei Löwen, die einen leeren gevierten Schild präsentieren (dessen Wappen möglicherweise verschwunden ist).

## Geschichte

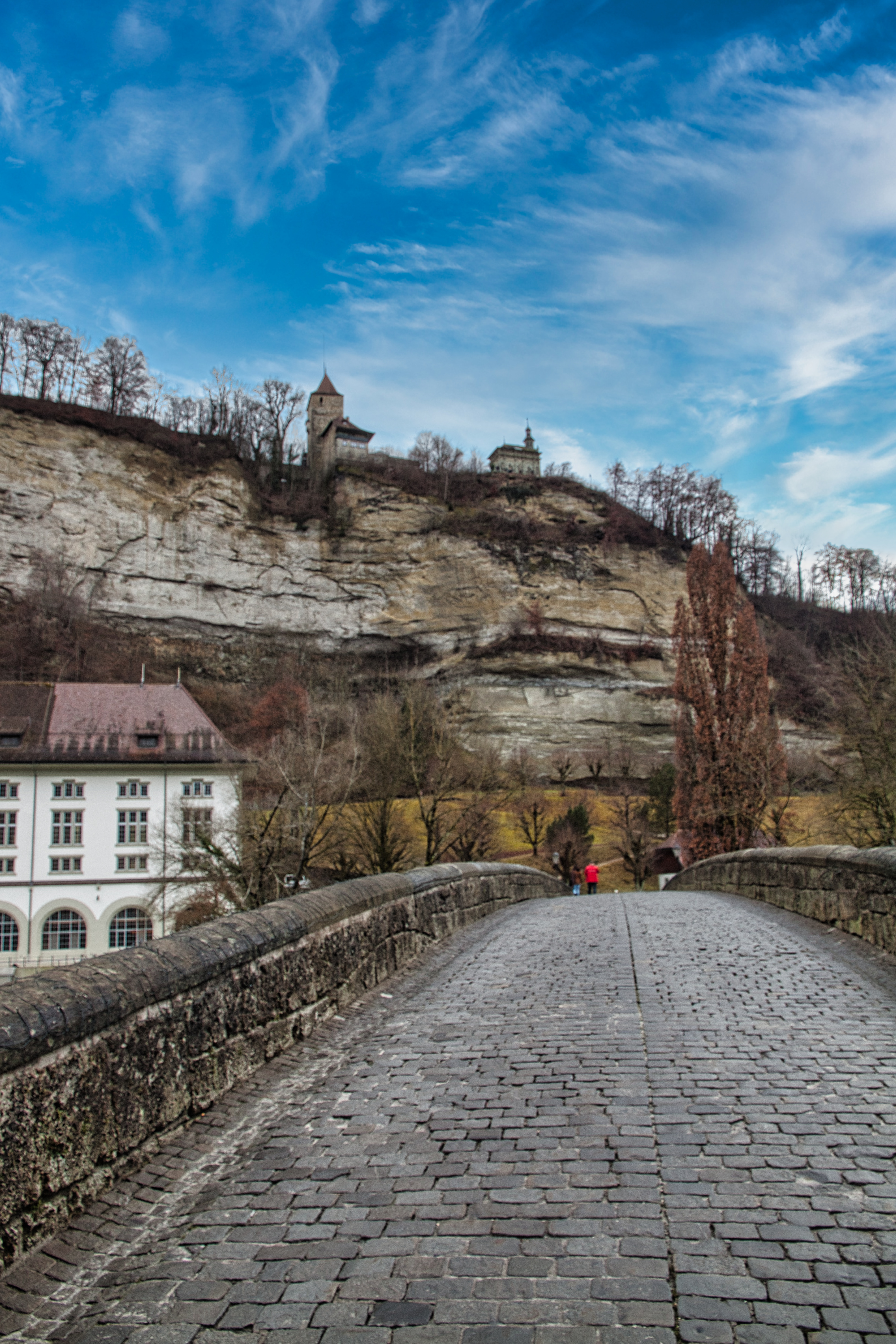
Blick von der Mittleren Brücke zum Bürglentor und der Loretokapelle rechts daneben, weithin sichtbar thronen beide Gebäude über der Altstadt

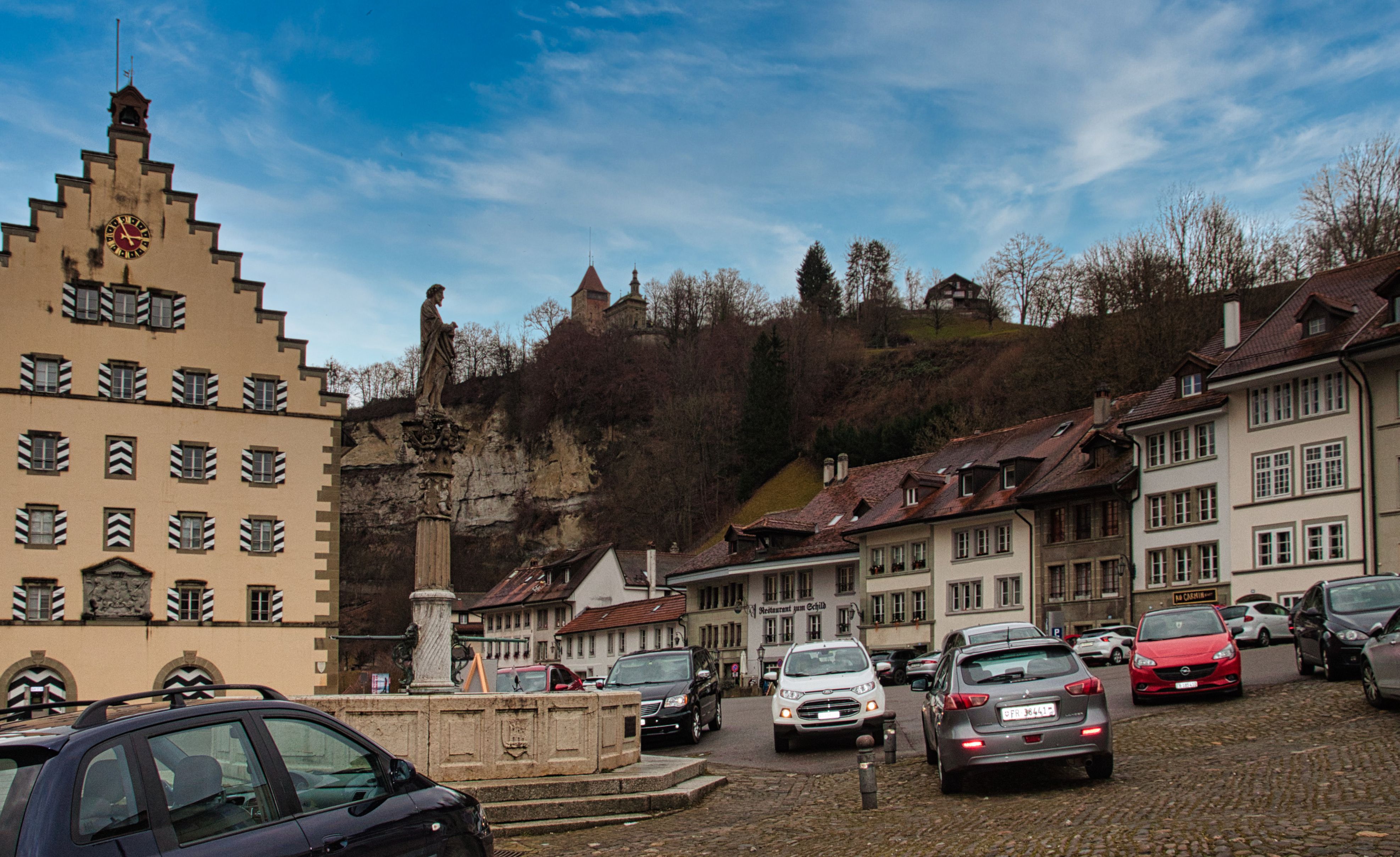
Blick von der Oberen Matte auf Loreto

Die Verehrung der Santa Casa in Loreto in Italien beruht auf einer Legende. Im Jahr 1291 fiel Saint-Jean-d’Acre und mit dieser Festung das letzte Königreich der Kreuzritter im Nahen Osten. Für die Pilger war dies ein schwerer Schlag, da das gesamte Heilige Land wieder unter die Herrschaft der muslimischen Mächte fiel. Die Legende bot ihnen jedoch bald eine Antwort auf ihre Sehnsüchte. Nach der Legende überführten Engel in einem wundersamen Transport das heilige Haus von Nazareth, also Marias Geburtshaus und Stätte der Verkündigung, im Jahr 1291 aus dem Heiligen Land nach Dalmatien, dann 1294 nach Loreto bei Ancona, Italien. Dort wurden die «heiligen Steine, die aus dem Haus Unserer Lieben Frau, der Gottesgebärerin und Jungfrau weggenommen worden sind», wieder aufgebaut. Das heilige Haus wurde weiter vergrössert und erhöht, erhielt 1507 eine Marmorverkleidung und wurde zwischen 1468 und 1587 durch eine kreuzförmige Kuppelbasilika mit repräsentativer Fassade überbaut. Loreto zog grosse Pilgerscharen an und wurde seit dem 14. Jahrhundert eine Art religiöses Touristenzentrum, zumal die Reise dorthin seit 1291 der Reise ins Heilige Land praktisch gleichgesetzt wurde, viel näher lag und weniger gefährlich war.
Im 17. Jahrhundert begann nördlich der Alpen ein Bauboom von Loretoheiligtümern nach dem Vorbild der Sancta Casa. In der Schweiz war die Loretokapelle von Freiburg laut E. Castellani-Stürzel die erste auf Schweizer Boden. Weitere Loretoheiligtümer folgten in Hergiswald (Kanton Luzern), Bürgeln (Kanton Uri), Biberegg (Kanton Schwyz). Und nach Strub ist sie in der Schweiz die prächtigste Nachahmung des Originals und der späteren Dekoration in Loreto. Allerdings ist unbekannt, ob die Freiburger Kapelle auch die Gemälde an den Wänden der Santa Casa nachahmte.

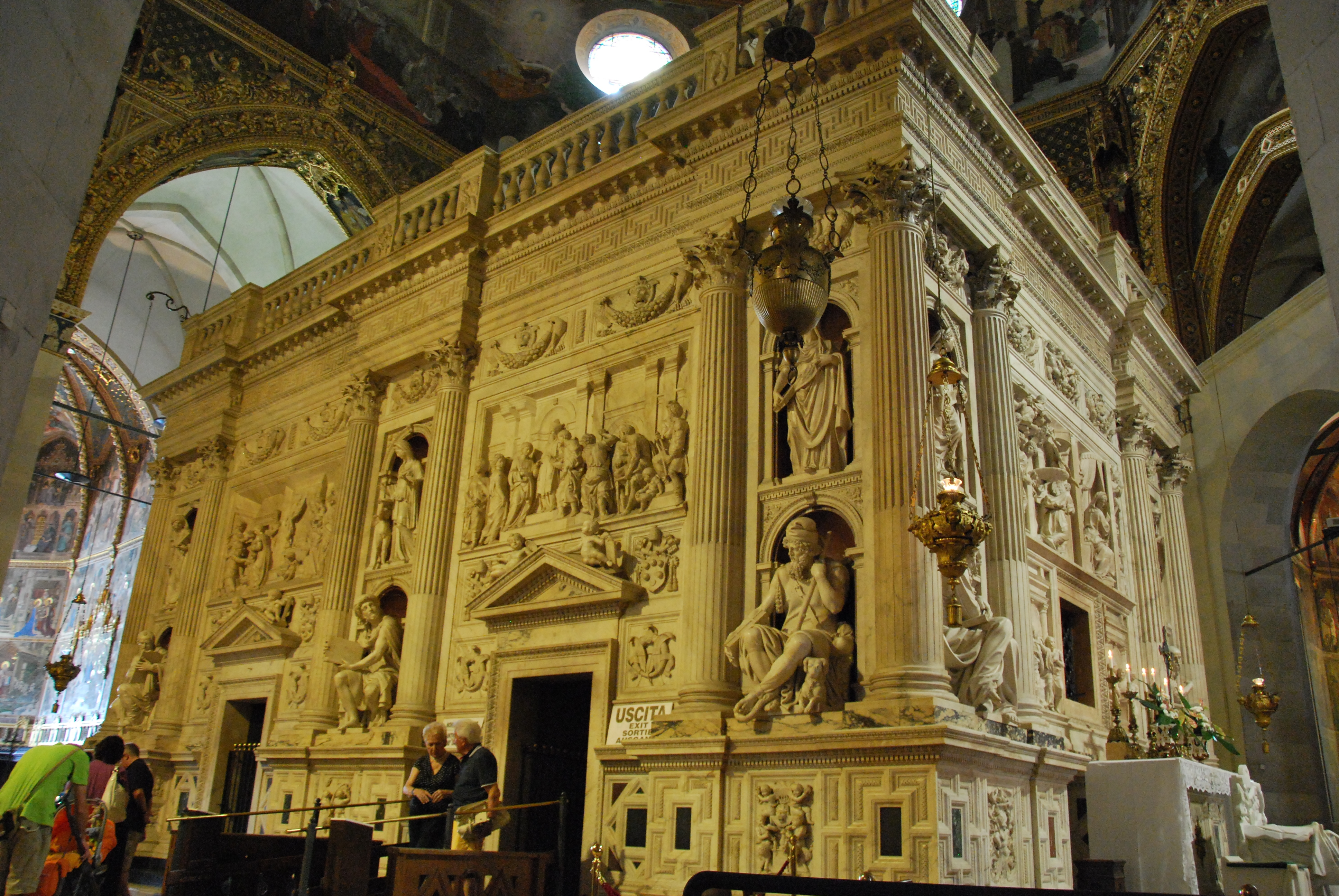
Santuario della Santa Casa in Loreto, Italien

Das Bild des «Fliegenden Hauses» ist auf dem Altarrelief der Freiburger Loretokapelle dargestellt.
Der Dreissigjährige Krieg von 1618 bis 1648 hinterliess zerstörte Länder, brachte Epidemien und Hunger. Auf diesem Hintergrund schlug der Jesuitenpater Wilhelm Gumppenberg, der damals Prediger in St. Nikolaus war, 1647 der Regierung den Bau eines neuen Marienheiligtums vor, um der Jungfrau Maria für den Frieden, den Freiburg während des noch nicht beendeten Dreissigjährigen Krieges bisher genossen hatte, zu danken.
Dieses Marienheiligtum ist eine vereinfachte Nachbildung der Santa Casa von Loreto. Das neue Gebäude wurde am 18. August 1648 vom Propst der Stiftskirche, Jean-Henri de Gléresse, gesegnet und am 11. Oktober desselben Jahres von Jean de Watteville, dem Bischof von Lausanne, geweiht. Der Architekt Hans-Franz Reyff, der zu dieser Zeit Stadtbaumeister war, liess sein Wappen auf die Konsole einer der Statuen meisseln, welche die Aussenwände schmücken. Die plastische Dekoration wurde dem Atelier Reyff anvertraut, zu dem nebst Hans-Franz Reyff selbst seine drei Brüder Hans-Jakob und Pankraz, beide Bildhauer, und Bartholomäus gehörten, der die Schmiedarbeiten am Turm ausführte.
Im Jahr 1723, dem auf der Ostfassade eingemeisselten Datum, wurde der obere Teil des Gebäudes nach den Ideen von P. Paul Eltschinger, Kapuziner und Bildhauer, restauriert und erweitert. Gleichzeitig restaurierte er bis 1724 auch Statuen und Reliefs an der Aussenseite. 1784 überholte der Bildhauer Rodolphe Muller und 1838 Nicolas Kessler die Reliefs und Statuen der Aussenseite erneut. Die drei Statuen auf der Südseite wurden 1889 durch Kopien von C. Weber ersetzt, zwei weitere Statuen 1912 (wahrscheinlich von Ampellio Regazzoni) und von 1914 bis 1949 die restlichen Figuren von Theo Aeby. Hinzuzufügen ist, dass die Architektur ihrerseits 1916 einige Reparaturen erfuhr.
Die Kapelle gehört kirchlich zur Pfarrei der Stadt; Eigentümerin des Gebäudes ist der Kanton Freiburg.
Die Loretokapelle ist als Kulturgut von nationaler Bedeutung dem Kulturgüterschutz unterstellt.

## Stifter
Die mit Wappen repräsentierten Stifter gehörten dem Patriziat und dem gehobenen Klerus der Stadt an.
Peter Techtermann und seine Frau Benedicta Python, welche sich auf der Kartusche zu Füssen der Jungfrau Maria mit Wappen namentlich verewigen liessen, waren Besitzer des so genannten Hauses Techtermann. Es ist das älteste der noch erhaltenen Bürgerhäuser in Freiburg. Es befindet sich oben an der Ecke Stalden/Zähringerstrasse 13 und steht als Kulturgut von nationaler Bedeutung (KGS-Nr. 2019) unter Denkmalschutz. Peter Techtermann hinterliess seinen Erben ein stattliches Vermögen.
Die Techtermann stellten im Laufe der Jahrhunderte zahlreiche Amts- und Würdenträger: einen Schultheissen, 39 Vögte, 19 Venner, 36 Mitglieder des Rats der Sechzig, 43 des Rats der Zweihundert, 15 der Geheimen Kammer und 21 des Kleinen Rats. Anna Techtermann, Marie-Benoîte Techtermann (1667–82) und Marie-Bernardine Techtermann standen dem Kloster La Maigrauge vor und Jean Louis Techtermann war Propst des Stifts Sankt Niklaus.
Von Peter Heinricher findet sich ein Portrait (Öl auf Leinwand, 74 × 61 cm) von 1624, seinem Todesjahr, im Museum für Kunst und Geschichte Freiburg.
Die beiden Zweige des Geschlechts Gady gehen auf seine beiden Söhne Pierre und Gaspard zurück. Die ältere Linie erlosch im 19. Jahrhundert, die jüngere besteht noch in der Waadt und im Tessin. Während des Ancien Régime bekleideten Vertreter der Familie wichtige politische Ämter: 30 Mitglieder hatten Einsitz im Rat der Zweihundert, sechs im Kleinen Rat, 20 waren Landvögte, zwei gehörten dem Heimlichen Rat an und Ignace de Gady war Schultheiss von Freiburg. Zur Familie zählten auch Angehörige des geistlichen Standes, darunter Joseph (1746–1788), Chorherr von St. Niklaus, Anne-Elisabeth (1674–1749) und ihre Nichte Marie-Angélique (1705–1788), Oberinnen des Ursulinerinnen-Klosters in Freiburg, sowie Marie-Colombe (1759), Äbtissin des Klosters La Fille-Dieu in Romont. Auch wenn die Gadys zu den einflussreichen Familien zählten, war ihre finanzielle Lage prekär. Zwar besassen die de Gady ein Stadtpalais und ein Landhaus in Montagny, einige von ihnen starben aber mittellos.
Tobie Gottrau (* 26. April 1623 Freiburg; † 26. September 1698 Freiburg), war katholisch und stammte von Freiburg. Er war der Sohn des Tobie Gottrau, der Herrn von Pensier, Hauptmann, Ratsherr und Statthalter war, und der Catherine Tugginer. Er heiratete Anne Marie-Elisabeth geborene Gottrau, Tochter des Jean-Guillaume Gottrau. Tobie Gottrau war Herr von Pensier und Hauptmann einer Kompanie in spanisch-burgundischen Diensten. 1646 hatte er Einsitz im Freiburger Rat der Zweihundert. 1647–1652 bekleidete er das Amt des Landvogts von Montagny. 1653 sass er im Rat der Sechzig. 1655–1660 war er Landvogt von Greyerz, 1657–1660 amtierte er als Venner, 1660 nahm er Einsitz im Kleinen Rat, 1663 amtierte er als Bürgermeister und 1679–1697 amtierte er alternierend als Bürgermeister oder Schultheiss von Freiburg.
Die Reyff, welche sich neben den beiden Hauptlinien von Cugy und Lentigny in weitere Linien aufspalteten, wurden 1627 ins Patriziat aufgenommen und gehörten 1781 zu den 15 als adlig anerkannten Geschlechtern. Fünf Generationen taten sich neben dem Staatsdienst als Maler, Bildhauer, Architekten und Ingenieure hervor. Die Söhne des Malers François (ca. 1578–1646), Jean-François, Pancrace (1633–1677) und Jean Jacques (1627–1700) leiteten nacheinander das bedeutendste Bildhaueratelier des Barocks in Freiburg, in dem auch ihr Bruder Jacques (1618 bis vor 1649) mitarbeitete. 1695 zog Jean Jacques zu seinen Söhnen Pietro (1661–1711) und Francesco (1662 bis nach 1732) nach Rom, die dort ebenfalls als Bildhauer wirkten. Sein in Rom und Madrid tätiger Enkel Ferdinando (1690–1750) erneuerte 1724 das Freiburger Bürgerrecht.
Der Bruder Jacques Reyff, dessen Existenz lange verborgen blieb, obwohl er Autor hervorragender Skulpturen ist, verstarb während des Baus der Loretokapelle. Das Wappen der Reyffs zu Füssen des Jakobus des Älteren war nicht nur eine Hommage an den Apostel Spaniens und die Pilger von Compostela, sondern auch ein Zeichen der Zuneigung für den Bruder, der während des Baus des Heiligtums frühzeitig gestorben war, als er als Leiter der Werkstatt in der Lage gewesen wäre, seine Weltanschauung frei auszudrücken.

## Tourismus
Zwar finden heutzutage keine Wallfahrten zur Loretokapelle statt. Trotzdem hat der Ort für den Tourismus eine gewisse Bedeutung.
Wegen ihrer vorzüglichen Lage ist die Aussichtsterrasse der Loretokapelle oft Standort für Erinnerungsfotos mit dem Turm der Kathedrale und der Poyabrücke im Hintergrund.
Wiederholt führten nationale und internationale Radrennen über den mit Kopfsteinen gepflasterten, steilen Loretoweg von der Freiburger Unterstadt nach Bürglen, zuletzt die Tour de Suisse 2019 und die Tour de Romandie 2021.